# Lutín
Lutín (hanácky Lôtin) je obec ležící v okrese Olomouc v Olomouckém kraji. Žije zde přibližně 3 100 obyvatel. Jeho katastrální území má rozlohu 820 ha.

## Název
Jméno vesnice bylo odvozeno od osobního jména Luta (v jehož základu bylo staré lútie – „mladý lipový porost“) a znamenalo „Lutův majetek“.

## Historie
První písemná zmínka o obci pochází z roku 1234, již roku 1131 je však zmiňován Třebčín.
Ve 40. letech 19. století dosáhl počet obyvatel 312. Roku 1980 byl k vesnici připojen sousední Třebčín.
Obec spadá do římskokatolické farnosti Slatinice u Olomouce.

## Části obce
- Lutín
- Třebčín

Od 23. října 1976 do 23. listopadu 1990 k obci patřily i Luběnice.

## Obecní symboly
Vlajku i znak obce vytvořil heraldik Jiří Louda. Konečnou podobu symbolů odsouhlasilo Zastupitelstvo obce na svém zasedání 6. června 2001. Parlament České republiky je schválil 22. listopadu 2001. Zástupci obce pak převzali při slavnostním aktu 21. ledna 2002 v Praze z rukou tehdejšího předsedy Parlamentu České republiky Václava Klause.
Blason znaku: základními motivy byla stará pečetidla Lutína i Třebčína. Jejich přesný historický původ však není znám. Zachovaly se jen dva otisky lutínské pečeti z 18. století. Na těchto otiscích jsou v kruhovém poli zobrazeny tři kužele s hroty do středu, po stranách jsou dvě hvězdy. Lutín náležel od svého vzniku až do roku 1850 k biskupskému, později arcibiskupskému chrámu sv. Václava v Olomouci. Proto je pravděpodobné, že kužely pocházejí ze znaku biskupství. V Loudově znaku jsou tři stříbrné kužely na červeném poli umístěny v takzvané hlavě štítu.
Pečeť Třebčína je z konce 15. století. Je na ní ve štítu vyobrazena husa jako symbol úrodnosti hanáckých polí. V novém erbu je tato husa stříbrná se zlatým zobákem i nohama a pole pod ní je zelené. Zelená barva zdůrazňuje původně zemědělský ráz obou obcí. Husa je doprovázena Neptunovým zlatým trojzubcem, který odkazuje na zdejší čerpadlářskou tradici.
Blason vlajky: barvy vlajky jsou identické s barvami znaku a tvoří ho čtyři svislé pruhy – červený, bílý, zelený a žlutý. Poměr šířky k délce listu je 2:3.
Symboly slavnostně požehnal olomoucký arcibiskup Jan Graubner 24. dubna 2004. Stalo se tak u kaple Nanebevzetí Panny Marie při příležitosti lutínských hodů.  

## Pamětihodnosti
- Kopie-výdusek Sochy anděla[7] od Ondřeje Zahnera se nachází v západní části obce u rozcestí silnice do Slatinic a Třebčína,[5] parc. č. 523. Originál Anděla dnes stojí u hlavní brány Arcidiecézního muzea Olomouc.[8]
- Madona z Lutína – dřevěná socha vznikla okolo roku 1380. Dnes je součástí sbírek Arcidiecézního muzea Olomouc.[9]
- Pieta z Lutína – sousoší vzniklo okolo roku 1400. Dnes je součástí sbírek Arcidiecézního muzea Olomouc.[10]
- Kaple sv. Floriána se nachází na jižním okraji obce, asi 100 metrů vpravo od silnice do Olšan,[5] parc. č. 366. Empírová kaple je od 3. května 1958 památkově chráněna a v roce 2019  byla restaurována.[11][12]
- Kaple Nanebevzetí Panny Marie – kaple byla postavena v roce 1756,[5] rekonstrukce proběhly v letech 1930, 1999 a 2016; slavnostní vysvěcení kaple Nanebevzetí Blahoslavené Panny Marie v Lutíně proběhlo 27. srpna 1999.[13]
- Kostel sv. Floriána v Třebčíně z roku 1859.[5]
- Vila Miroslava Grunty v Lutíně. Vystavěna v letech 1932 až 1933 ve stylu purismu a funkcionalismu, projektována kanceláří architektů Rudolfa Konečného a Josefa Nedělníka z Prostějova.[14] Podíleli se i architekti Julius Werner,[14] Vladimír Beneš[14][15] a Antonín Kurial.[14][16]
- Společenský dům v Lutíně. Otevřen roku 1937,[17] inspirován zlínskou cihlovou architekturou Tomáše Bati.
- Lípa svobody. Poblíž hlavního vchodu místní základní školy roste pamětní lípa malolistá. Byla vysazena u příležitosti 50. výročí vzniku Československa a současně je připomínkou Pražského jara 1968.[18]

## Osobnosti
- Ignác Hynek Kvapil (1835–1917) – rodák z Lutína. Lékař hraběcího rodu Černínů v Chudenicích, otec dramatika a libretisty Jaroslava Kvapila.[19] Tchán herečky Hany Kvapilové a architekta Antonína Cechnera. I. H. Kvapil obdržel Rakouský Zlatý záslužný kříž s korunou.[20]
- Ludvík Sigmund (1836–1899) – zakladatel pumpařské tradice,[17] která ústí do dnešní společnosti Sigma Group. Rodák z Třebčína.[21]
- Jan Sigmund I. (1869–1936) – syn Ludvíkův. Zkvalitnil a rozšířil výrobu pump.[17]
- Karel Dostál-Lutinov (1871–1923) – kněz a spisovatel z Prostějova, autor textu orelské hymny Hoj, Orli mocných perutí.[22] Jeho otec pocházel z Lutína. Podle této obce si vybral svůj přídomek.[21]
- František Sigmund I. (1875–1935) – syn Ludvíkův. Podílel se na rozvoji rodinného podniku.[17]
- Julius Pelikán (1887–1969) – sochař a medailér, autor pomníku Obětem světových válek u lutínské kaple Nanebevzetí Panny Marie.
- Miroslav Grunta (1890–1980) – v roce 1940 ustanoven jedním z ředitelů Sigmy. Gestapo jej i manželku zatklo v květnu 1941 a určitý čas věznilo.[23] Jeho manželka Marie byla sestrou Jana II., Františka II. a Miroslava Sigmundových.[17]
- Jan Sigmund II. (1895–1942) – ředitel Sigmy, před okupací zaslal část strojů do Anglie.[21] Zatčen gestapem v listopadu 1940. V roce 1942 obviněn ze sabotáže a spolupráce s odbojem. Popraven za údajné schvalování atentátu na Reinharda Heydricha.[24]
- Václav Vejdovský (1896–1977), lékař-oftalmolog, vysokoškolský profesor, vězeň nacismu. Od roku 1935 člen lékařského vědeckého týmu v lutínské Chemě vyvíjející válečný obranný program. V listopadu 1940 i kvůli tomu zatčen gestapem.[25]
- František Sigmund II. (1901–1989) – syn Jana I. Od roku 1936 vedoucí pařížské pobočky, za války pomáhal uprchlíkům z Československa. Do československého zahraničního vojska byl odveden 6. prosince 1939.[17][26]
- Miroslav Sigmund (1907–2004) – ředitel anglické pobočky Sigmy (vznikla 20. srpna 1937)[23] a později samostatného anglického podniku SIGMUND PUMPS LTD. Bratr Jana II., Marie a Fantiška II.[17]
- Antonín Crhák (1910–1942) – občan Lutína, rodák z Lip. Příslušník ilegálního odbojového hnutí, zatčen za podporu rodin politických vězňů. Umučen 26. srpna 1942 v Osvětimi.[27]
- Bohumil Konečný (1918–1990) – malíř a ilustrátor, autor reklamních plakátů firmy Sigma.[28]
- Jiří Louda (1920–2015) – heraldik, autor obecní vlajky a znaku.[29]
- Vojtěch Novotný (1920–?) – rodák z Olšan u Prostějova. V roce 1939 jej Sigmundové v desetičlenné skupině vyslali do Anglie na budování pobočky. Po vypuknutí války byl v dobrovolnické záloze RAF (RAFVR). Tři měsíce pracoval jako pozemní personál RAF v Cosfordu a sloužil u Home Guard v Newcastlu (domobrana). Do Československa se vrátil v roce 1947.[30][31][32]
- František Skácel (1922–1945) – občan Lutína. Jeden z 38 mužů, které zavraždili Němci 5. května 1945 v Javoříčku. Zabilo ho německé protipartyzánské komando v hotelu Adolfa Pospíšila.[33]
- Ladislav Dolínek (1923–1945) – občan Lutína. Jeden z 38 mužů, které zavraždili Němci 5. května 1945 v Javoříčku. Zabilo ho německé protipartyzánské komando v hotelu Adolfa Pospíšila.[33]
- Jan (John) Sigmund III. (1923–2011) – Od roku 1937 studoval se svou starší sestrou Alenou (1922–2005)[34] ve Velké Británii. Prošel předvojenským výcvikem a od roku 1942 byl leteckým mechanikem u 312. československé stíhací perutě RAF.[35][36][37] V letech 1945–1948 studoval v Praze technické obory. Poté zaměstnán u strýce Miroslava v SIGMUND PUMPS LTD.[35] Spoluautor knihy Příslušníci Československého letectva v RAF (1999).[38]
- Antonín Pospíšil (1925–2021) – katolický kněz. Jako gymnazista byl v letech 1944 až 1945 totálně nasazen v Němci zkonfiskované Sigmě (tehdy Sigmund–Chema).[39]
- Josef Boháč (1946–1968) – Prostějovan, zaměstnanec Sigmy Lutín, oběť Invaze vojsk Varšavské smlouvy do Československa.[40]

- Vlastimil Palička (* 1954) – fotbalista – obránce a záložník; fotbalový trenér. Odchovanec TJ Sigma Lutín.[41]
- Alexandr Konstantinovič Bokij (* 1957) – fotbalista – obránce a fotbalový trenér. V letech 1992 až 1993 hrající trenér TJ Sigma Lutín.
- David Papajík (* 1971) – historik a spisovatel.
- Pavel Zbožínek (* 1974) – fotbalista – záložník a fotbalový trenér. Od července 2019 hlavní trenér fotbalistů TJ Sigma Lutín.

## Průmysl
Hlavním průmyslovým podnikem v obci, který zaměstnává i lidi ze širokého okolí, je firma Sigma Group, sídlící spolu s dalšími podniky v areálu Sigma. Tradice firmy se datuje už od roku 1868, kdy byla Ludvíkem Sigmundem otevřena první pumpařská firma.

## Školství
V obci sídlí mateřská škola Klubíčko Lutín, do které k březnu 2015 docházelo 112 dětí. Dále se tu nachází základní škola, ve které v březnu 2015 navštěvovalo 336 žáků devět tříd.
Středoškolské vzdělání zajišťuje Sigmundova střední škola strojírenská, jež nabízí výuční obory, stejně tak jako možnost maturity.

## Zajímavosti
- V sekretariátu anglické pobočky Sigmy byla před 2. světovou válkou jako korespondentka zaměstnána Marie Sekavcová, matka hudebníků Václava a Jana Neckářových.[46][47]
- V roce 1968 a v roce 1978 mohli filumenisté obohatit své sbírky zápalkových nálepek o lutínskou Sigmu (připomínky 100. a 110. výročí vzniku firmy).[48]
- V areálu lutínské Sigmy vznikl roku 1992 či 1993 klip k písni Otčenáš od hudební skupiny Mňága a Žďorp.[49]
- Původní podoba hlavního vstupu s vrátnicí Sigmy a interiér Společenského domu jsou zaznamenány v úvodu televizního dokumentu 13. komnata Arnošta Lustiga.[50]

## Fotogalerie

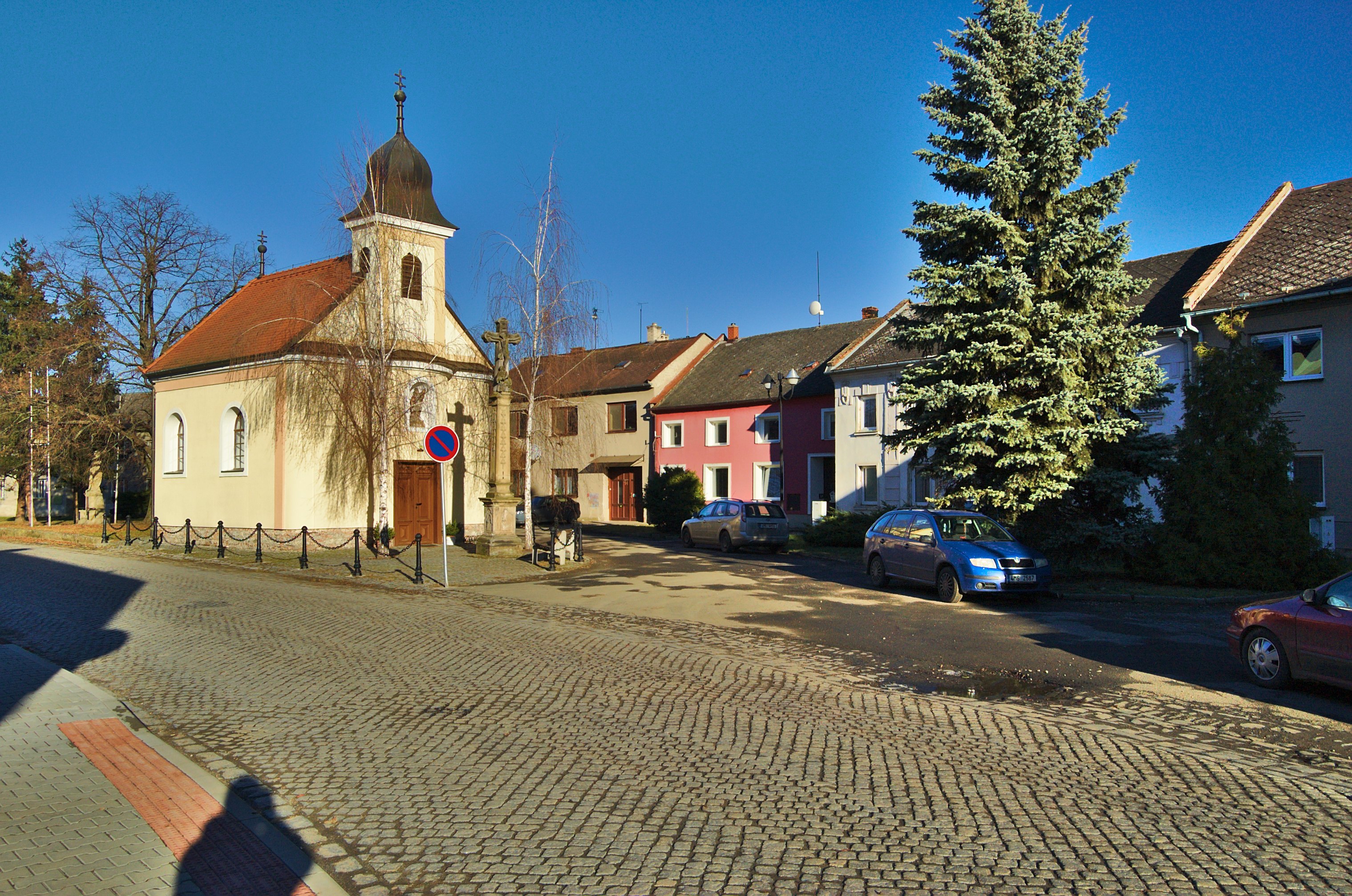
Kaple Nanebevzetí Panny Marie
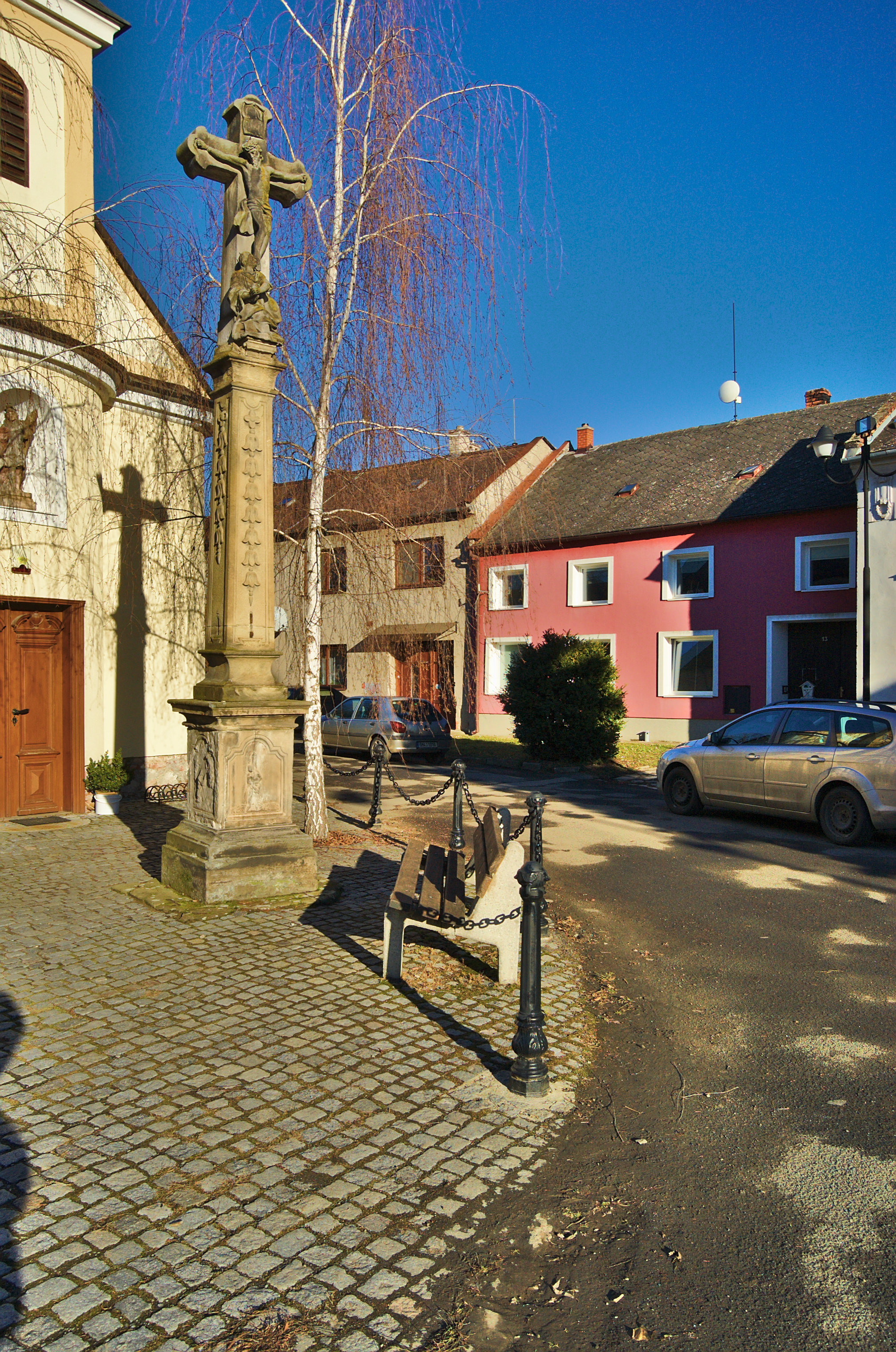
Kříž před kaplí
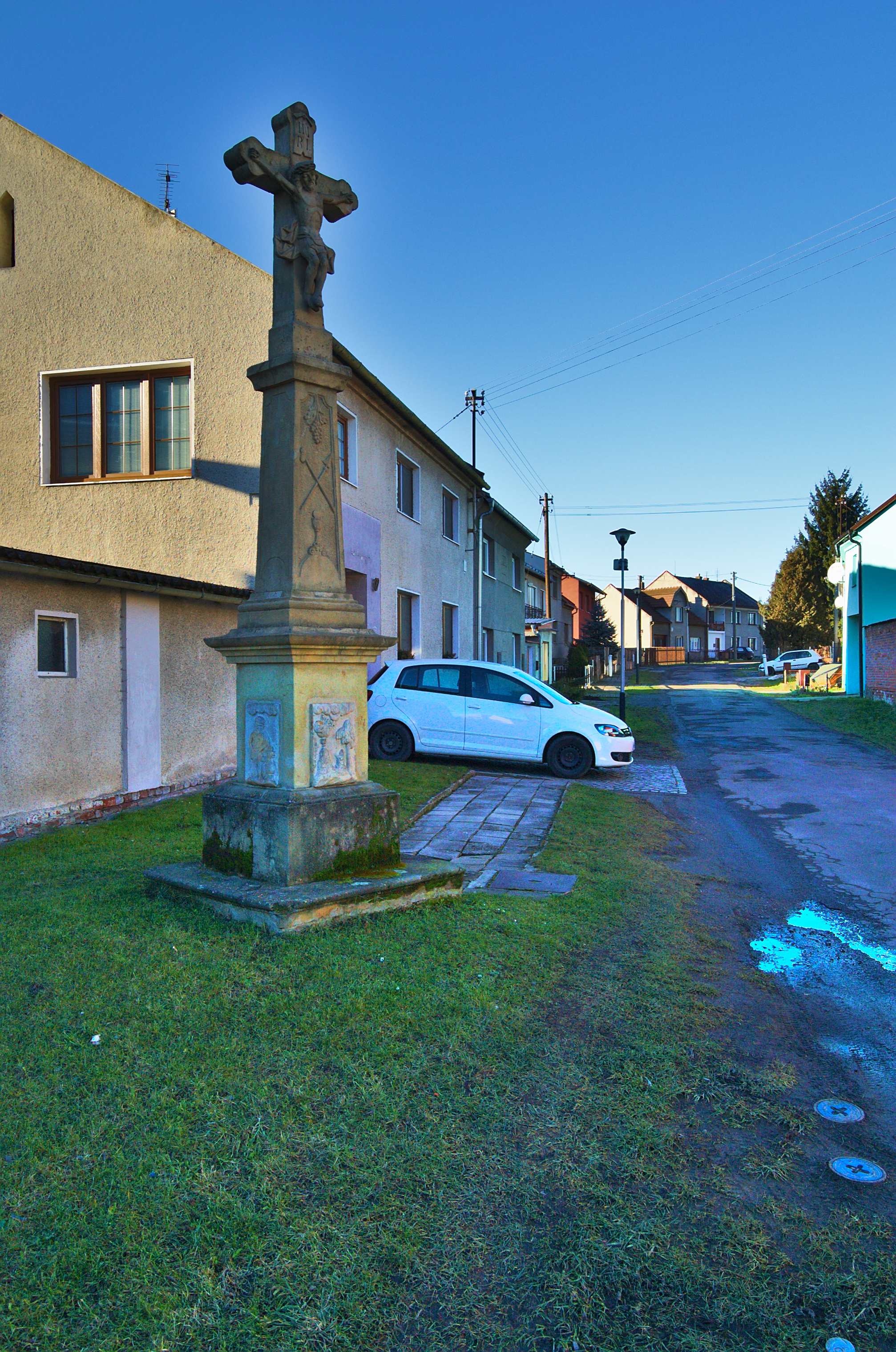
Kříž na rozhraní ulic Pohoršov a Školní
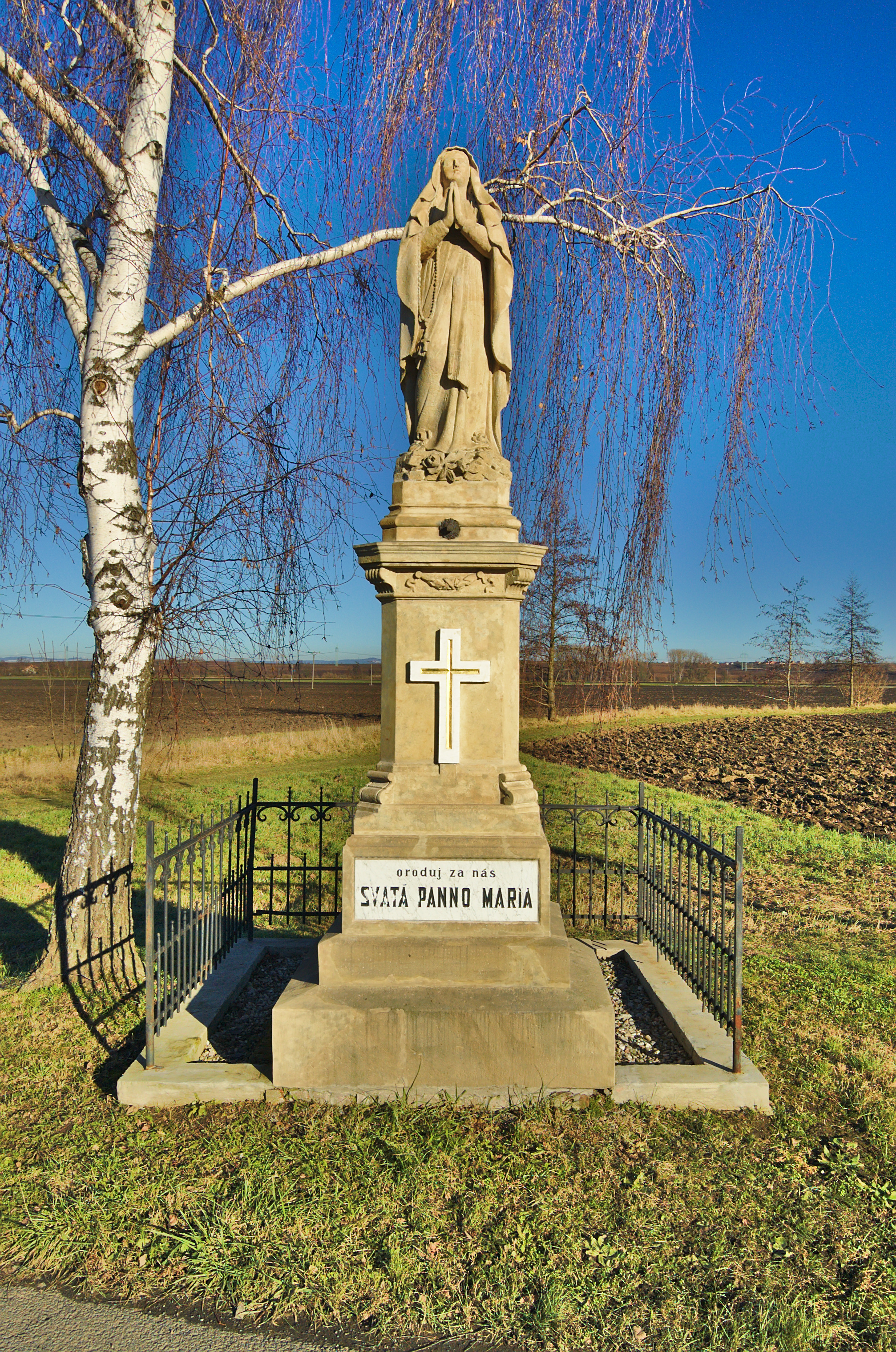
Socha Panny Marie u silnice do Luběnic
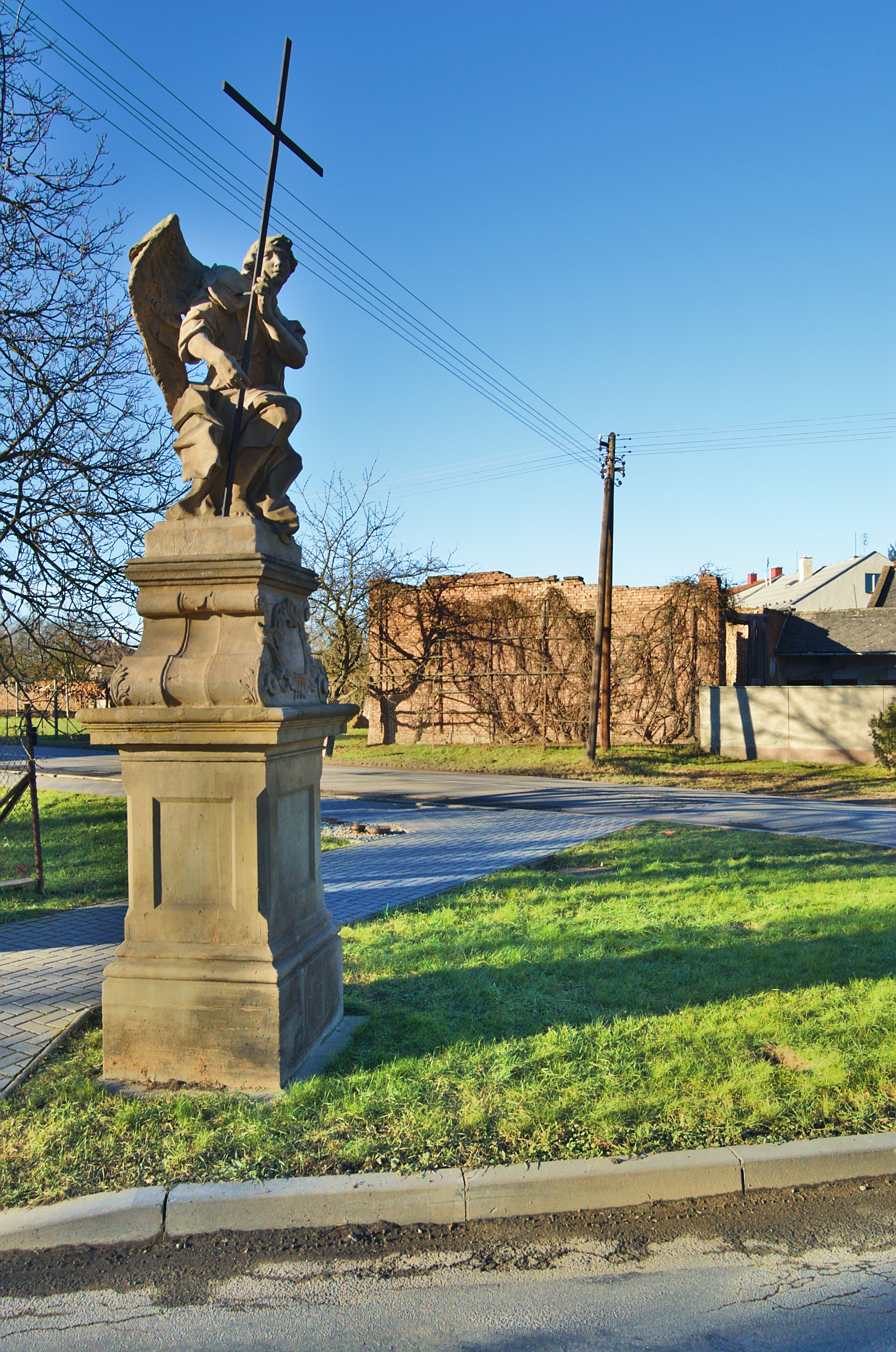
Socha anděla při rozcestí silnic do Slatinic a Třebčína
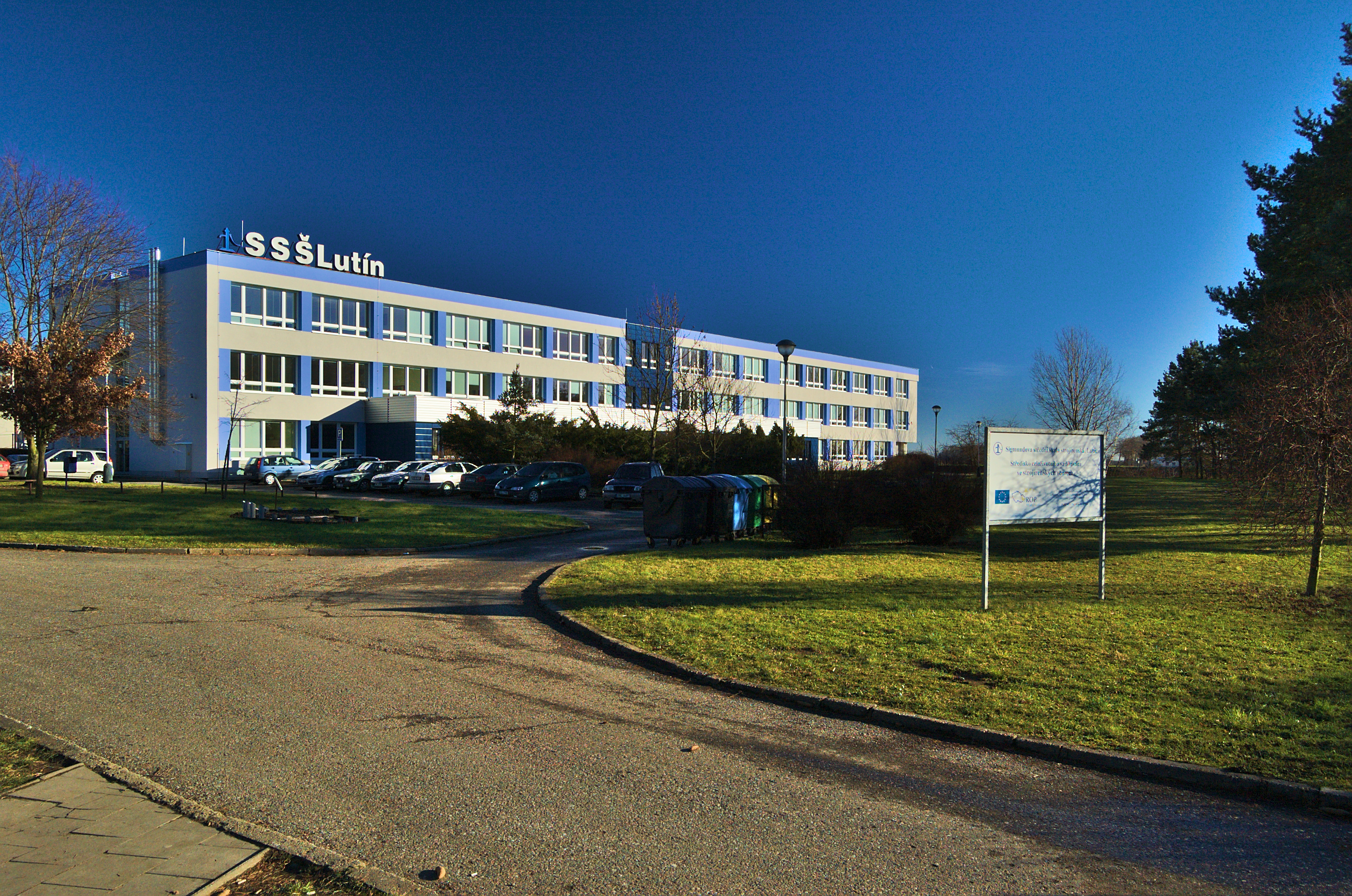
Sigmundova střední škola strojírenská
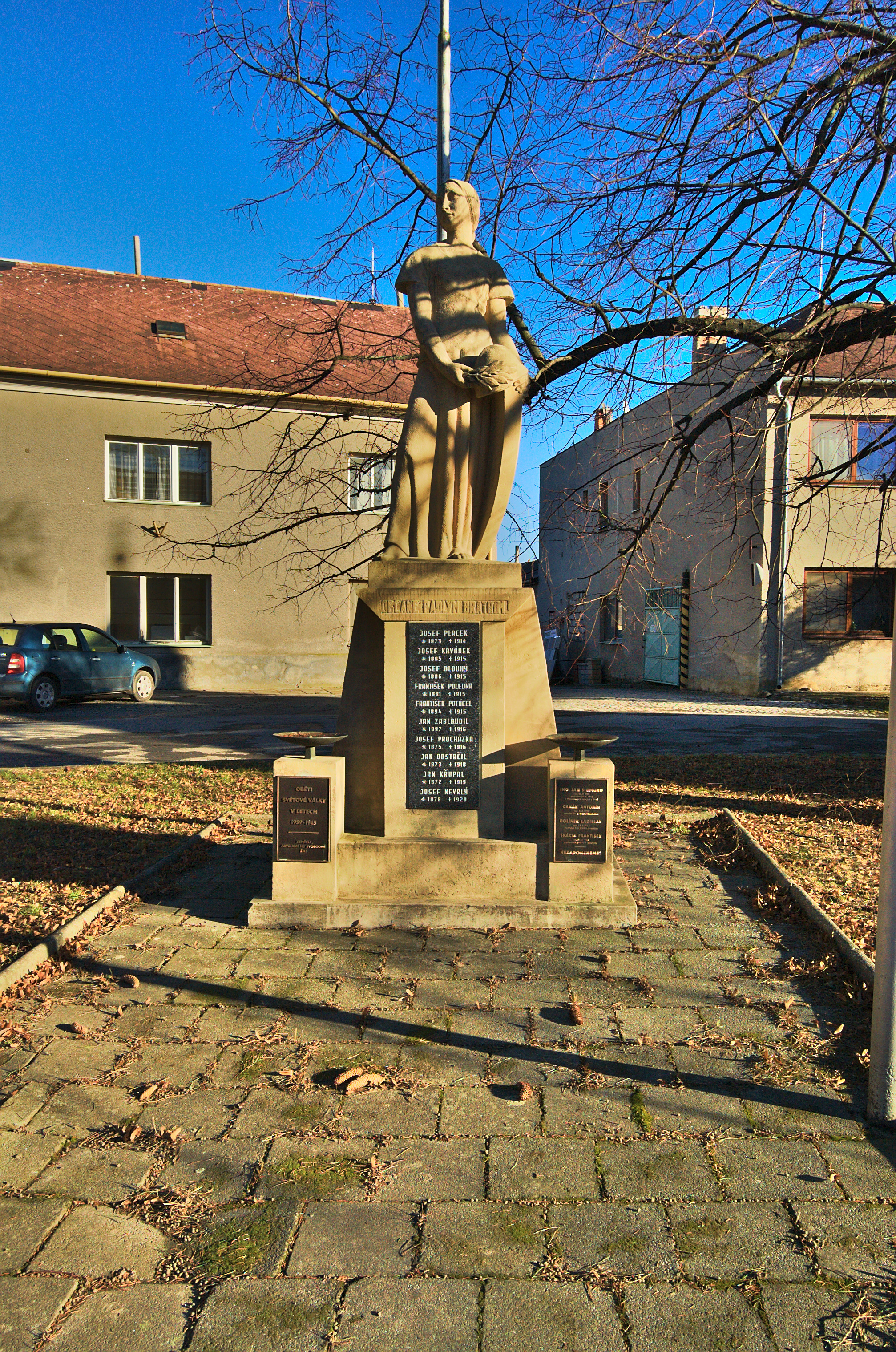
Památník obětem světových válek od Julia Pelikána
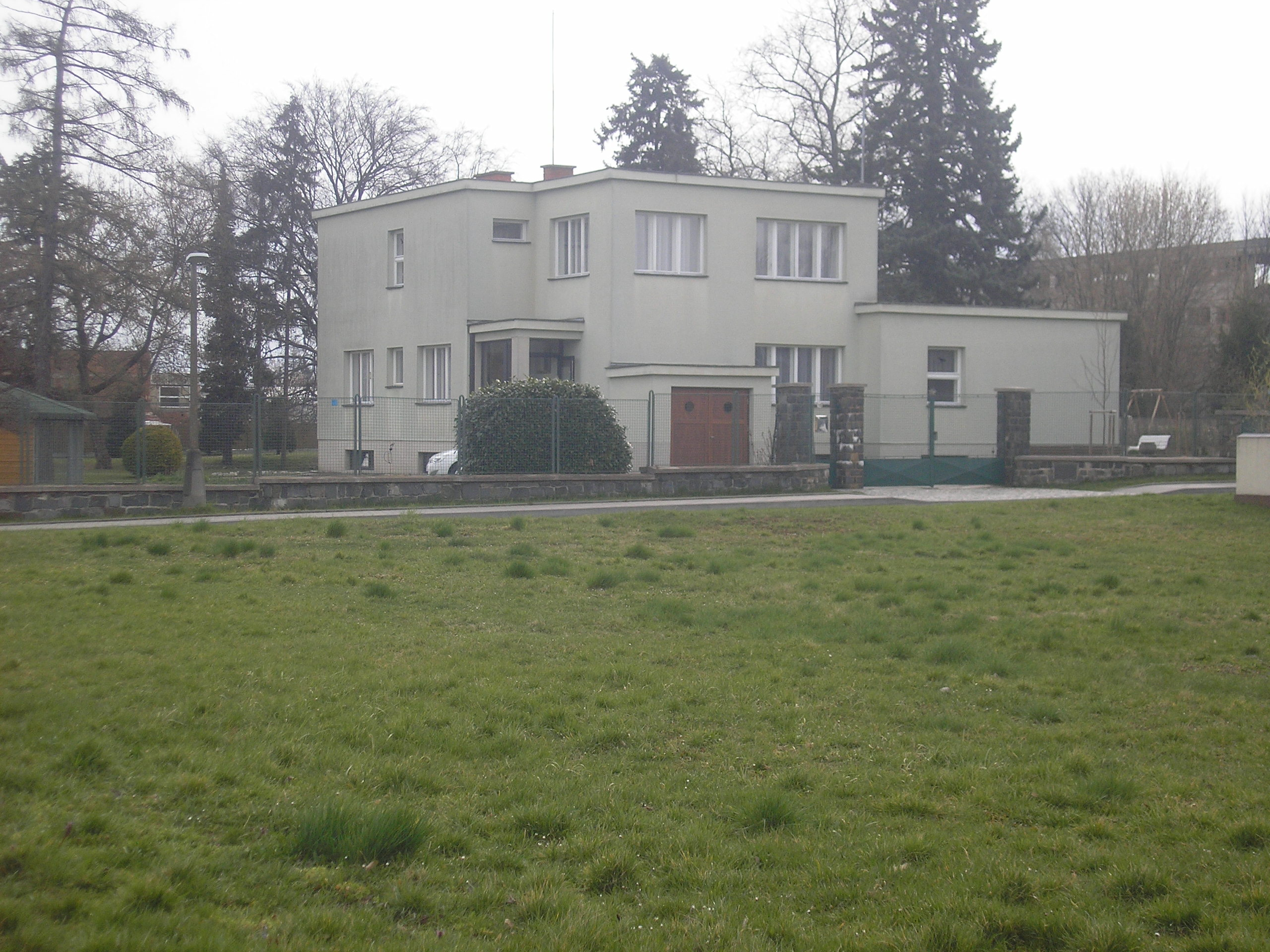
Vila Miroslava Grunty
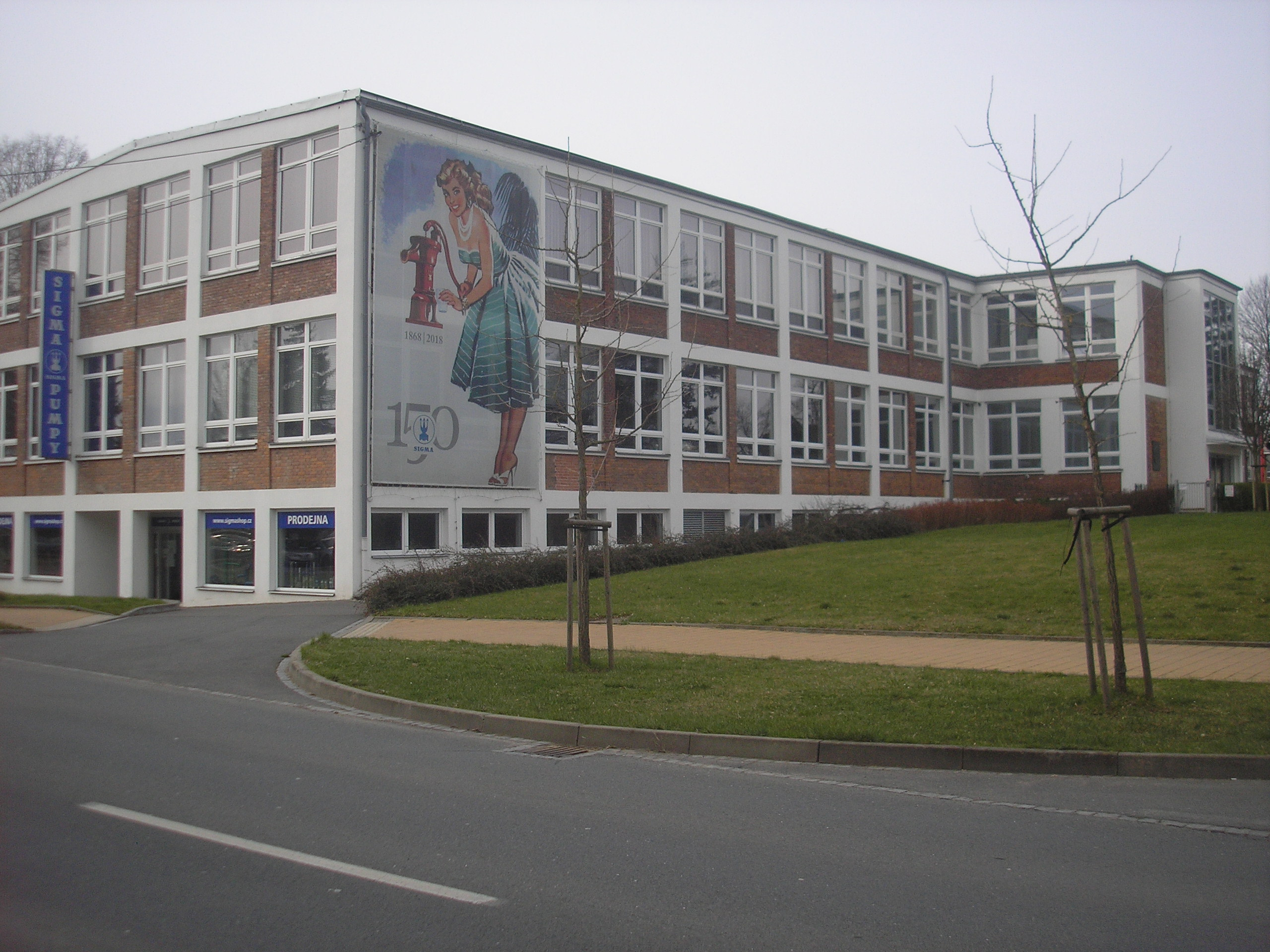
Společenský dům. Na plachtě historická reklama na firmu Sigma od Bohumila Konečného
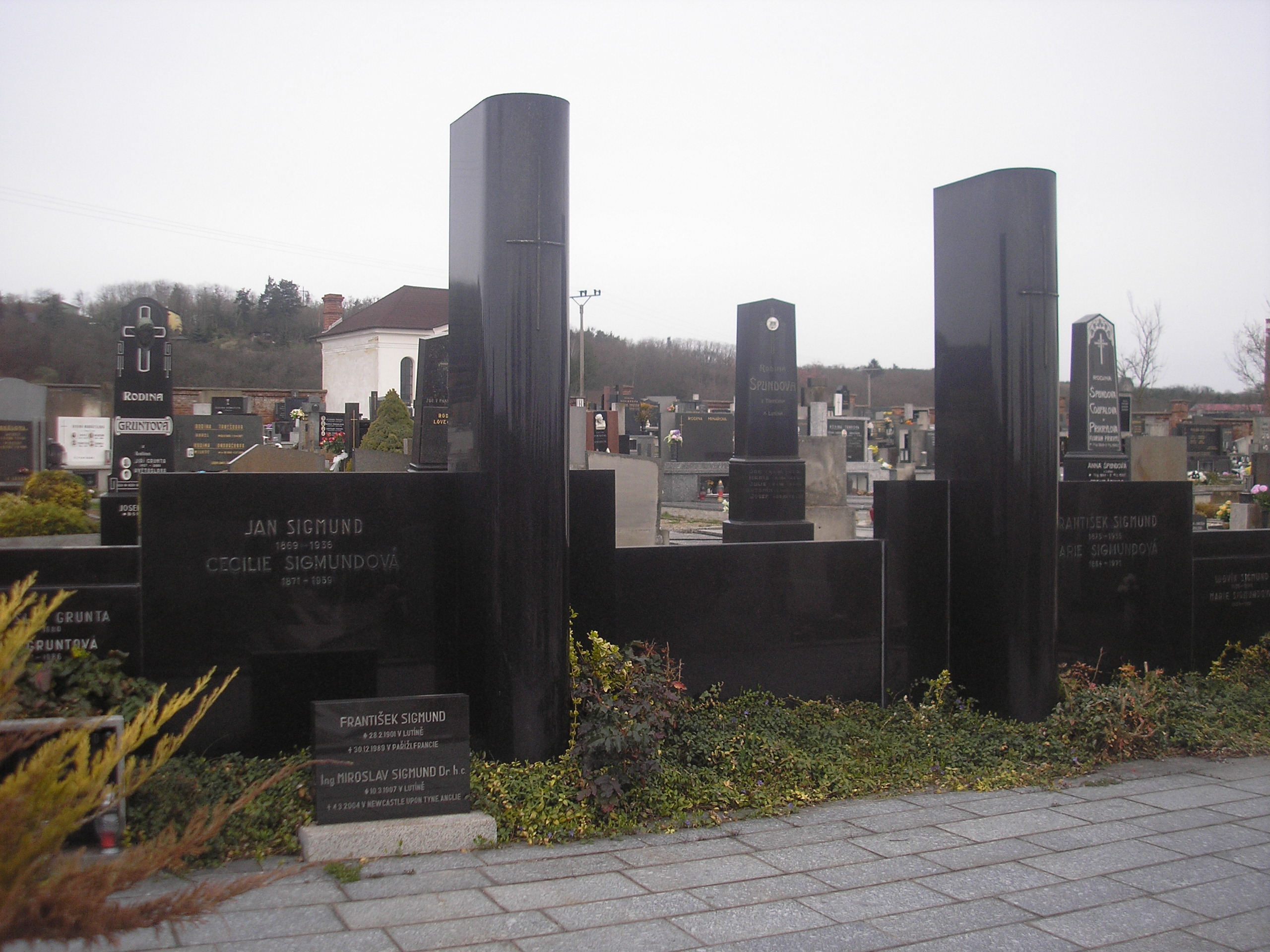
Hrob průmyslnických rodin Sigmundů a Gruntů na hřbitově ve Slatinicích
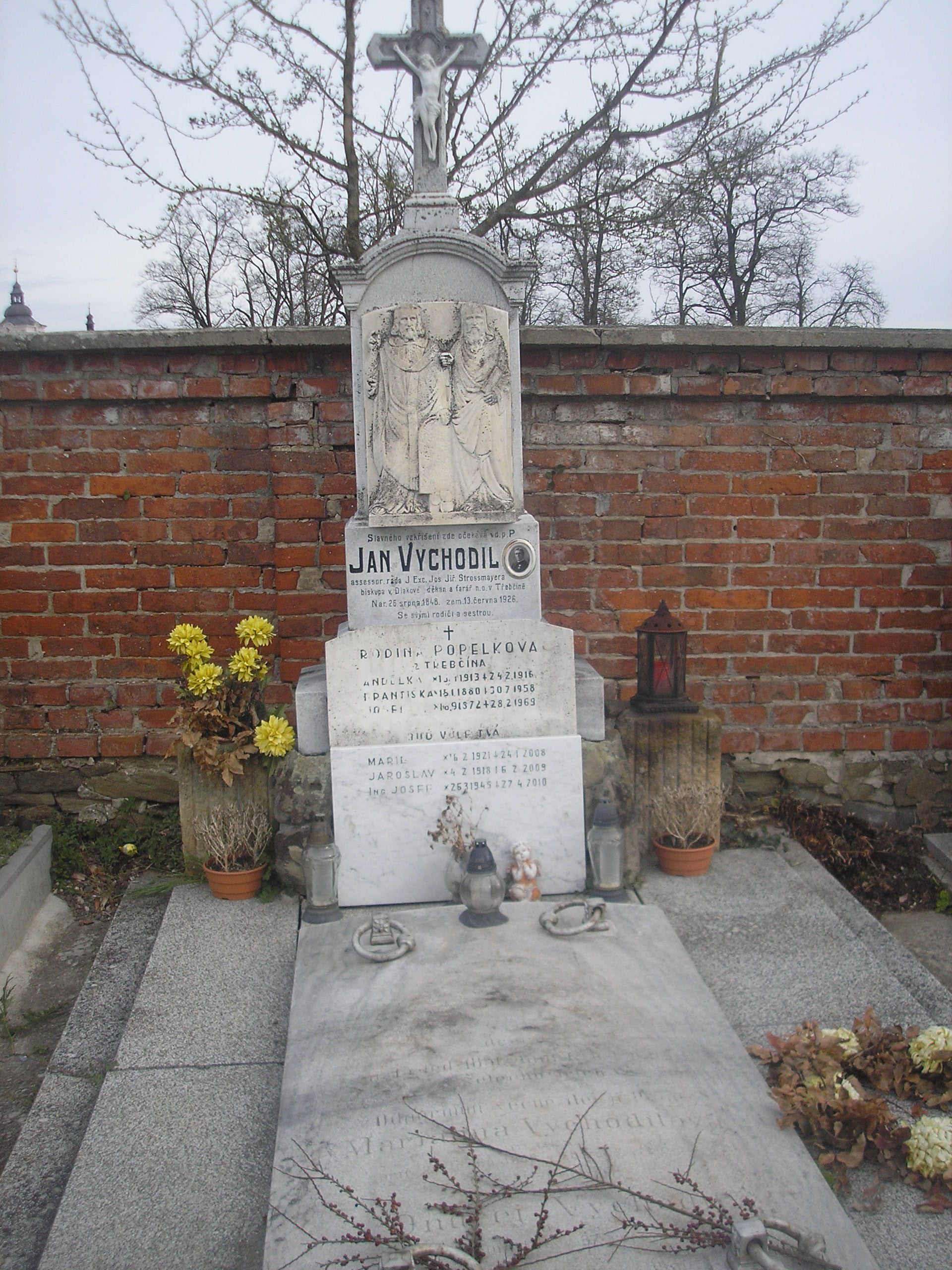
Hrob pátera Jana Vychodila a jeho příbuzných na hřbitově ve Slatinicích. Na náhrobku je umístěna plastika sv. Cyrila a Metoděje, kterými se Vychodil zabýval